# تسیمندورف
تسیمندورف (به آلمانی: Ziemendorf) یک منطقهٔ مسکونی در آلمان است که در ارندزی واقع شده‌است. تسیمندورف ۲۰۹ نفر جمعیت دارد.